# Challenger de Shenzhen 2 2024
El torneo Shenzhen Longhua Open 2024, fue un torneo de tenis perteneció al ATP Challenger Tour 2024 en la categoría Challenger 100. Se trató de la 5ª edición; el torneo tuvo lugar en la ciudad de Shenzhen (China), desde el 14 hasta el 20 de octubre de 2024 sobre pista dura al aire libre.

## Jugadores participantes del cuadro de individuales
| Preclasificado | País                      | Jugador            | Rank1 | Posición en el torneo    |
| 1              | Bandera de Francia        | Arthur Cazaux      | 92    | FINAL                    |
| 2              | Bandera de Australia      | Adam Walton        | 95    | Semifinales              |
| 3              | Bandera del Reino Unido   | Billy Harris       | 106   | Segunda ronda            |
| 4              | Bandera de Francia        | Ugo Blanchet       | 139   | Primera ronda            |
| 5              | Bandera de Estados Unidos | Mackenzie McDonald | 151   | CAMPEÓN                  |
| 6              | Bandera de China Taipéi   | Hsu Yu-hsiou       | 183   | Primera ronda            |
| 7              | Bandera de Japón          | Yuta Shimizu       | 256   | Primera ronda            |
| 8              | Bandera de Australia      | James McCabe       | 272   | Cuartos de final, retiro |

- 1 Se ha tomado en cuenta el ranking del 30 de septiembre de 2024.

### Otros participantes
Los siguientes jugadores recibieron una invitación (wild card), por lo tanto ingresan directamente al cuadro principal (WC):
- Chen Xingdao
- Te Rigele
- Xiao Linang

Los siguientes jugadores ingresan al cuadro principal tras disputar el cuadro clasificatorio (Q):
- Thomas Fancutt
- Mitsuki Wei Kang Leong
- Ryuki Matsuda
- Arthur Weber
- Zeng Yaojie
- Zhang Tianhui

## Campeones

### Individual Masculino
- Mackenzie McDonald derrotó en la final a  Arthur Cazaux por 6–4, 7–6(4)

### Dobles Masculino
- Pruchya Isaro /  Wang Aoran derrotaron en la final a  Ray Ho /  Joshua Paris por 7–6(4), 6–3